# Amphiacusta apoplanos
Amphiacusta apoplanos är en insektsart som beskrevs av Otte, D. och Perez-gelabert 2009. Amphiacusta apoplanos ingår i släktet Amphiacusta och familjen syrsor. Inga underarter finns listade i Catalogue of Life.